# Cavallino-Treporti

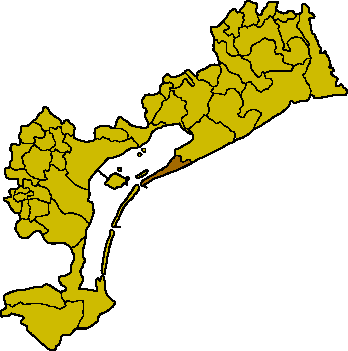
Ubicación del municipio de Cavallino-Treporti en el Venecia.

Cavallino-Treporti (en véneto Cavałin-Treporti) es una localidad italiana de la provincia de Venecia, región de Véneto, con 13.288 habitantes y que forma parte de la provincia de Venecia. Es un ayuntamiento relativamente reciente (años 90) que posee un escudo que representa a los dos centros principales: En alto hay un pequeño caballo sobre un recuadro verde, y en bajo a la derecha existen tres áncoras sobre fondo azul.
Cavallino-Treporti es una localidad turística bastante frecuentada: Alberga a casi siete millones de personas al año, más o menos como Jesolo, aventajando a esta ciudad en 100.000 personas.

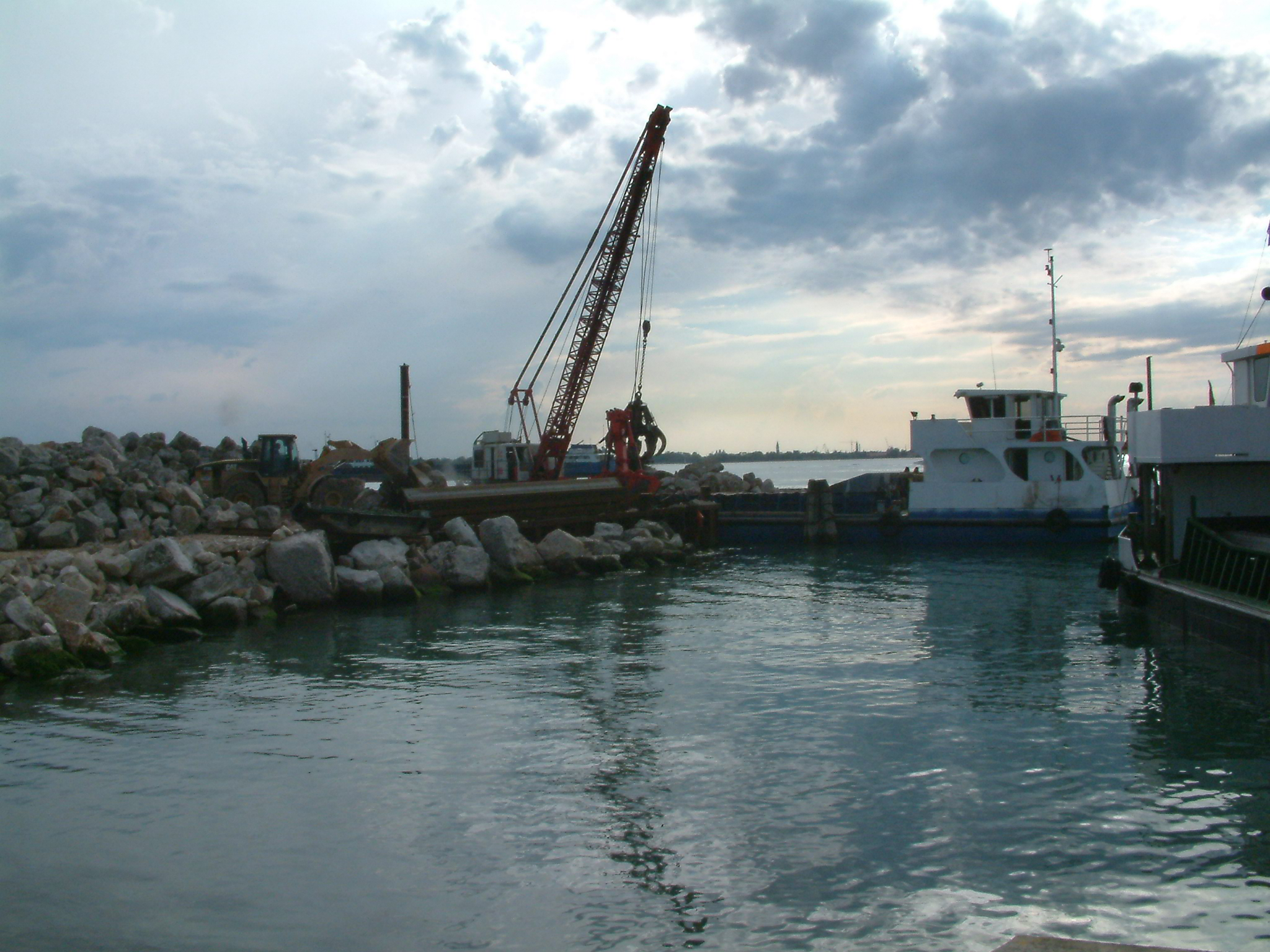
Puerto de Punta Sabioni

## Geografía
La extensión de su término municipal está constituido de una península (el Litoral del Cavałin) que divide el norte de la Laguna de Venecia del Mar Adriático. El río Sile (que transcurre a través del viejo cauce del Piave) divide en dos al noreste el territorio comunal de Jesolo.
La península está dividida de la laguna mediante el canal Pordełio que, hacia el oeste, se derrama en otros dos canales: el Portoseco y el Sacagnana; Los tres son navegables. El Pordełio finaliza cerca del Sile, al cual está comunicado a través del canal Cason; la confluencia del caudal está regulada por una pequeña presa. El fin de la península se llama Punta Sabioni.

## Historia
El nombre Cavałin tiene sus orígenes debido al uso de esta zona para la cría ecuestre de los antiguos vénetos. Igualmente que en el cercano común de Jesolo, otro nombre que deriva de Equilium
El territorio ha crecido desde el tiempo del Imperio Romano (en Lio Pìcoło han aparecido restos de un mosaico de una villa romana) y sobre todo durante la Alta Edad Media, con la población e lugares en la Laguna norte, naciendo importantes centros como Torseo, Amiana y Costansiaco.
El cambio de las condiciones ambientales dan la afirmación de que Venecia les ha llegado a una decadencia entre los siglos posteriores. La zona está hecha sobre paludes y terreno pantanoso, idóneo para la malaria en aquel tiempo. Testimonio de ello es la presencia de la palabra Ca' en numerosos topónimos, término que tenía una connotación agrícola. Incluso las excavaciones del canal Cavałin (hoy canal Cason), fueron útiles para comunicar la Laguna al río Piave; hecho que contribuyó a mejorar notablemente la zona.
Tras la caída de la Serenísima República de Venecia, las instituciones de los ayuntamientos, etc, Cavałin y Treporti pasaron a formar parte de la jurisdicción de Buràn, hasta que volvió a formar parte del Comune di Venezia en el año 1923.
El actual ayuntamiento de Cavałin-Treporti fue creado el  29 de marzo de 1999 llevándose de Venecia el territorio del antiguo sestier 9: "Cavałin-Treporti". El nacimiento de su término municipal fue posible gracias a una ley regional apoyada positivamente por un referéndum.

## Evolución demográfica
| Gráfica de evolución demográfica de Cavallino-Treporti entre 1861 y 2001 |
|                                                                          |
| Fuente ISTAT - elaboración gráfica de Wikipedia                          |